# ودلیتس
ودلیتس (به آلمانی: Wedlitz) یک منطقهٔ مسکونی در آلمان است که در نینبورگ واقع شده‌است. ودلیتس  ۴۲۵ نفر جمعیت دارد.